# Аль-Маун
Аль-Ма́’у́н (араб. الماعون — Милостыня) — сто седьмая сура Корана. Сура мекканская.  Состоит из 7 аятов.

## Содержание
В суре говорится о том, кто отрицает воздаяние в будущей жизни и приведены некоторые его качества: он оскорбляет сироту, обращается с ним грубо, не воспитывая его, а из жестокости, не побуждает никого ни словом, ни делом накормить бедных, поскольку он скуп и не расходует из того, что имеет. Потом в суре говорится о другой категории людей, похожих на тех, кто отрицает воздаяние. Это люди, которые небрежно относятся к предписанным молитвам и совершают их не должным образом.

 Видел ли ты того, кто считает ложью воздаяние? ۝ Это - тот, кто гонит сироту ۝ и не побуждает накормить бедняка. ۝ Горе молящимся, ۝ которые небрежны к своим намазам, ۝ которые лицемерят ۝ и отказывают даже в мелочи!
—  107:1—7 (Кулиев)